# Manuel Noriega
Manuel Antonio Noriega Moreno (ur. 11 lutego 1934 w Panamie, zm. 29 maja 2017 tamże) – panamski generał i prawicowy polityk, w latach 1983–1989 sprawował w Panamie władzę autorytarną jako wojskowy przywódca Panamy oraz samozwańczy „Najwyższy Przywódca Wyzwolenia Narodowego”.

## Życiorys
Absolwent tzw. Szkoły Ameryk specjalizującej się w wojnie ideologicznej i zwalczaniu lewicowych partyzantek w Ameryce Środkowej. Początkowo był sojusznikiem Stanów Zjednoczonych. Od 1959 do 1986 pracował dla CIA, za co otrzymywał nawet 200 tysięcy dolarów rocznie. Od lat 70. stał na czele armii panamskiej. W 1981 po śmierci w wypadku lotniczym prezydenta Panamy gen. Omara Torrijosa przejął władzę siłą i utrzymywał się przy niej jako dyktator kraju, fałszując kolejne wybory. Pomagał CIA w tajnych operacjach przeciwko lewicy w Ameryce Łacińskiej, jego zadaniem było wspomaganie amerykańskich interesów w Ameryce Środkowej, w szczególności sabotowanie działań socjalistycznego rządu sandinistów w Nikaragui oraz rewolucjonistów FMLN w Salwadorze. Według późniejszych oskarżeń, pomimo współpracy z amerykańską Administracją Legalnego Obrotu Lekarstw, wspomagał jednocześnie handlarzy narkotyków.
W późnych latach 80. zaczął przeciwstawiać się polityce realizowanej przez amerykańskie agencje, które wyniosły go do władzy. Rozpoczął współpracę z kubańskim rządem Fidela Castro, z którym wcześniej prowadził już interesy gospodarcze, będąc nieoficjalnym pośrednikiem Stanów Zjednoczonych w handlu z wyspą. Dziesięć lat po schwytaniu Noriegi przez Amerykanów wyszła na jaw sprzedaż Kubie tajnych dokumentów amerykańskiej Agencji Bezpieczeństwa Narodowego; okazało się, że współpracował również z Układem Warszawskim, przekazując zachodnie technologie wojskowe. Na tym procederze zarobił blisko 3 mln USD. Rozpoczęcie współpracy z Kubą spowodowało oskarżenie go przez Amerykanów o chęć budowy osi Kuba, Panama, Nikaragua.
Stany Zjednoczone oskarżały go o fałszowanie wyborów, handel narkotykami i łamanie praw człowieka. W marcu 1989 miał miejsce pierwszy nieudany zamachu stanu (zaplanowany przez CIA). Ostatecznie został obalony przez wojska amerykańskie (Operation Just Cause) w 1989. Podczas inwazji schronił się w nuncjaturze papieskiej, licząc na azyl polityczny. Jednakże wkrótce został zmuszony opuścić nuncjaturę z powodu głośnej muzyki (heavy metal) nadawanej przez wojsko amerykańskie pod jej budynkiem. Następnie został uprowadzony i przewieziony do Stanów Zjednoczonych. Oskarżony o handel narkotykami został skazany w 1992 na 40 lat więzienia. Frank Rubino, adwokat Noriegi, powiedział, że ten wyjdzie z więzienia 9 września 2007. W marcu 2007 potwierdzono, że jeżeli Noriega wróci do Panamy, może stać się wolnym człowiekiem po wyjściu z więzienia Stanów Zjednoczonych. Rząd Panamy próbował bez rozgłosu wprowadzić pozwalające na to nowe prawo.
26 kwietnia 2010 nastąpiła ekstradycja Noriegi do Francji, gdzie został osadzony w więzieniu La Santé. Władze Panamy zażądały jego ekstradycji, gdyż był sądzony zaocznie przez panamski wymiar sprawiedliwości za zniknięcia i zabójstwa opozycjonistów w latach 1968–1989. 11 grudnia 2011 został przewieziony do Panamy i tym samym po niemal 22 latach powrócił do kraju.
Główny bohater filmu pt. Noriega – Wybraniec Boży (reż. Roger Spottiswoode, 2000).

## Odznaczenia
- Łańcuch Orderu Manuela Amadora Guerrero[14]
- Krzyż Wielki Orderu Słońca Peru[15]
- Łańcuch Orderu Wyzwoliciela San Martina[14]
- Komandor Legii Honorowej[16]